# DDR's håndboldlandshold (herrer)
 "DDR's håndboldlandshold" omdirigeres hertil. For damelandsholdet, se DDR's håndboldlandshold (damer).
Østtysklands håndboldlandshold for mænd var det mandlige landshold i håndbold for DDR. Det repræsenterede landet i internationale håndboldturneringer, og deltog otte gange under VM. De blev reguleret af Deutscher Handballverband. De vandt sølvmedaljer i 1970 og 1974, og bronzemedaljer i 1978 og 1986.

## Kendte spillere
- Werner Aßmann
- Heinz Flacke
- Helmut Kosmehl
- Carsten Ohle
- Paul-Friedrich Reder
- Mario Wille

## Trænere
- Heinz Seiler (1953 – maj 1976)
- Paul Tiedemann (maj 1976 – 31. december 1988)
- Klaus Langhoff (1. januar 1989 – 22. november 1990)